# Ion S. Antoniu
Ion S. Antoniu (n. 27 august 1905, Roman – d. 10 martie 1987, București) a fost un inginer român, profesor universitar, membru corespondent al Academiei Române din 1963, filatelist.

## Biografie
După absolvirea cursurilor Liceului Militar de la Mănăstirea Dealu, în 1923 s-a înscris la Școala Politehnică din București, Secția Electromecanică, pe care a absolvit-o în anul 1928. A studiat în Franța, în anul 1929 devenind inginer electrician, diplomat al Școlii Superioare de Electricitate din Paris. În iulie 1930 este angajat la Societatea de Gaz și Electricitate din București. În anul 1948 și-a susținut, la Școala Politehnică din București, teza de doctorat: „Étude du fonctionnement des appareils de mesure dans un régime déformant”. A desfășurat o muncă didactică, începută în 1941 la Politehnica din Timișoara, prin suplinirea cursului de centrale electrice, transmitere și distribuire a energiei electrice, și continuată la Politehnica din București, la Catedra de Măsuri electrice (din 1945): șef de lucrări (1946), conferențiar (1950), profesor (1953-1972); șef de catedră (1963-1972); decan al Facultății de Energetică și Electrotehnică (1956-1957). Întocmește numeroase proiecte în domeniu; împreună cu prof. ing Al Popescu și ing S. Vasilache a întocmit anteproiectul Laboratorului Central de Electricitate, devenit mai târziu Institutul de Cercetări și Proiectări în Electrotehnică. În anul 1963 este ales membru corespondent al Academiei Române, iar în 1965, director al Centrului de Cercetări și Producție a aparaturii științifice al Academiei Române. În anul 1984 este numit președinte al Comitetului Național de organizare a Conferinței Naționale de Electrotehnică și Electroenergetică.

## Distincții
A fost distins cu Ordinul Steaua Republicii Socialiste România clasa a IV-a (1971) „pentru merite deosebite în opera de construire a socialismului, cu prilejul aniversării a 50 de ani de la constituirea Partidului Comunist Român”.

## Lucrări publicate
- Instrumente de măsură electrice industriale în exploatările de electricitate. Manual practic, București, Editura Tehnică, 1944, 97 p.
- Instrumente de măsură electrice industriale în exploatările de electricitate. Lucrare premiată de Academia Română, Ediția a 2-a revăzută și adăugită, București, Tipografia Gorjan, 1948, 132 p.
- Chestiuni speciale de electrotehnică, București, Editura Academiei, 1956, 730 p.
- Îndrumar la cursul Bazele teoretice ale electrotehnicii, București, Litografia învățământului, 1957, 123 p.
- Aparate de măsurat și măsurări electrice uzuale. Edițiile a 2-a şi a 3-a revăzute și adăugite, București, Editura Tehnică, 1962, 1969, 180 p., 235 p.
- Bazele electrotehnicii, Vol. 1-2, București, Ed. Didactică și Pedagogică, 1974, 627 p.
- Calculul matricial și tensorial in electrotehnică - Ed.Tehnică , 1962 , cod 81 196 169 221

## Premii
- Medalia de aur pentru primul aparat care măsoară puterile active, reactive și deformante - numit PQD-metrul[1]; în 1968 la Târgul internațional de la Nüremberg. Invenția a fost  patentată în S.U.A., Marea Britanie, Elveția, Franța.